# Harry Gant
Harold Phil Gant (Taylorsville, 10 gennaio 1940) è un pilota automobilistico statunitense.

## Carriera
Dal 1973 al 1994 ha corso nella NASCAR Sprint Cup Series, ottenendo in totale 18 vittorie su 17 pole position. Ha ottenuto la prima vittoria nel 1982 a Martinsville. La sua ultima vittoria è stata in Michigan nel 1992.
Inoltre ha corso nella NASCAR Xfinity Series per 11 stagioni, ottenendo 21 vittorie su 14 pole position e nella NASCAR Camping World Truck Series per una sola stagione.
Nel 2006 è stato introdotto nella International Motorsports Hall of Fame.